# Зальцбургские клёцки
Зальцбургские клёцки (нем. Salzburger Nockerln, Soizburga Noggal на австро-баварском диалекте) — десерт, запечённое сладкое ванильное суфле, знаменитый деликатес из Зальцбурга.
Подобно кайзершмаррну или яблочному штруделю, зальцбургские клёцки стали олицетворением австрийской кухни. Считается, что их придумала в начале XVII века Саломея Альт, дочь богатого купца и фаворитка князя-епископа Зальцбурга Вольфа Дитриха Райтенау. Присыпанные пудрой горы суфле символизируют заснеженные холмы Фестунгсберг, Мёнхсберг и Капуцинерберг, окружающие старый город.
Яичные белки взбивают с сахаром и винным камнем до крепких пиков. Вмешивают яичные желтки и пшеничную муку. В форму для запекания вливают молоко или сливки с ванилью и лимонной цедрой. Лопаткой или ложкой выкладывают клёцки в виде трёх холмов и запекают при низкой температуре в печи. Зальцбургские клёцки всегда подают свежеприготовленными, присыпав сахарной пудрой. Иногда гарнируют ванильным, малиновым или шоколадным соусом, взбитыми сливками, мороженым. Существуют разные варианты клёцек, каждый австрийский ресторан имеет собственный рецепт.
Австрийский композитор Фред Раймонд (1900—1954) в 1938 году написал оперетту «Сезон в Зальцбурге» или «Зальцбургские клёцки» (нем. Saison in Salzburg (Salzburger Nockerln)). В тексте оперетты десерт называют «сладким, как любовь, и нежным, как поцелуй» (нем. «Süß wie die Liebe und zart wie ein Kuss»).